# I. e. 30-as évek
Évszázadok: i. e. 2. század – i. e. 1. század – 1. század
Évtizedek: i. e. 80-as évek – i. e. 70-es évek – i. e. 60-as évek – i. e. 50-es évek – i. e. 40-es évek – i. e. 30-as évek – i. e. 20-as évek – i. e. 10-es évek – i. e. 1-es évek – 1-es évek – 10-es évek
Évek: i. e. 39 – i. e. 38 – i. e. 37 – i. e. 36 – i. e. 35 – i. e. 34 – i. e. 33 – i. e. 32 – i. e. 31 – i. e. 30